# Spinh-Struktur
Eine Spinʰ-Struktur (oder quaternionische Spin-Struktur) ist im mathematischen Teilgebiet der Spin-Geometrie, wiederum ein Teilgebiet der Differentialgeometrie, eine klassifizierende Abbildung, die für spezielle orientierbare Mannigfaltigkeiten existieren kann. Solche Mannigfaltigkeiten werden Spinʰ-Mannigfaltigkeiten genannt. H steht dabei für die Quaternionen, welche mit {\displaystyle \mathbb {H} } notiert werden und in der Definition der zugrundeliegenden Spinʰ-Gruppe auftauchen.

## Definition
Sei {\displaystyle M} eine {\displaystyle n}-dimensionale orientierbare Mannigfaltigkeit. Ihr Tangentialbündel {\displaystyle TM} wird über den Rückzug von Vektorbündeln durch eine klassifizierende Abbildung {\displaystyle M\rightarrow \operatorname {BSO} (n)} in den klassifizierenden Raum {\displaystyle \operatorname {BSO} (n)} der speziellen orthogonalen Gruppe {\displaystyle \operatorname {SO} (n)} beschrieben. Diese kann über die von der kanonischen Projektion {\displaystyle \operatorname {Spin} ^{\mathrm {h} }(n)\twoheadrightarrow \operatorname {SO} (n)} induzierte Abbildung {\displaystyle \operatorname {BSpin} ^{\mathrm {h} }(n)\twoheadrightarrow \operatorname {BSO} (n)} faktorisieren. In diesem Fall hebt sich die klassifizierende Abbildung des Tangentialbündels zu einer Abbildung {\displaystyle M\rightarrow \operatorname {BSpin} ^{\mathrm {h} }(n)} in den klassifizierenden Raum {\displaystyle \operatorname {BSpin} ^{\mathrm {h} }(n)} der Spinʰ-Gruppe {\displaystyle \operatorname {Spin} ^{\mathrm {h} }(n)}, welche Spinʰ-Struktur genannt wird.
Die möglichen Hebungen entsprechen durch Bijektion eineindeutig den Homotopieklassen {\displaystyle [M,\operatorname {BSp} (1)]} der stetigen Abbildungen in den klassifizierenden Raum {\displaystyle \operatorname {BSp} (1)\cong \operatorname {BSU} (2)\cong \mathbb {H} P^{\infty }} der ersten symplektischen Gruppe {\displaystyle \operatorname {Sp} (1)\cong \operatorname {SU} (2)}, welche als andere Komponente der Spinʰ-Gruppe die Transformation der Fasern kontrolliert.
Wegen der kanonischen Projektion {\displaystyle \operatorname {BSpin} ^{\mathrm {h} }(n)\rightarrow \operatorname {SU} (2)/\mathbb {Z} _{2}\cong \operatorname {SO} (3)} induziert jede Spinʰ-Struktur ein kanonisches {\displaystyle \operatorname {SO} (3)}-Hauptfaserbündel oder äquivalent ein orientierbares reelles Vektorbündel vom Rang {\displaystyle 3}.

## Eigenschaften
- Jede Spin-Struktur und sogar jede Spinᶜ-Struktur ist eine Spinʰ-Struktur. Die Umkehrungen gelten nicht, wie die komplexe projektive Ebene {\displaystyle \mathbb {C} P^{2}} und die Wu-Mannigfaltigkeit {\displaystyle \operatorname {SU} (3)/\operatorname {SO} (3)} zeigen.
- Für eine Mannigfaltigkeit {\displaystyle M} mit einer Spinʰ-Struktur verschwindet ihre fünfte integrale Stiefel-Whitney-Klasse {\displaystyle W_{5}(M)}, weshalb die vierte Stiefel-Whitney-Klasse {\displaystyle w_{4}(M)} im Bild der kanonischen Projektion {\displaystyle H^{2}(M,\mathbb {Z} )\rightarrow H^{2}(M,\mathbb {Z} _{2})} liegt. Im Gegensatz zum analogen Resultat für Spinᶜ-Strukturen gilt hier keine Umkehrung.
- Jede orientierbare glatte Mannigfaltigkeit mit sieben oder weniger Dimensionen hat eine Spinʰ-Struktur.[1]
- In acht oder mehr Dimensionen gibt es unendlich viele Homotopietypen von geschlossenen einfach zusammenhängenden glatten Mannigfaltigkeiten ohne Spinʰ-Struktur.[2]
- Für eine geradedimensionale kompakte Spinʰ-Mannigaltigkeit {\displaystyle M}, für welche ihre vierte Betti-Zahl {\displaystyle b_{4}(M)=\dim H^{4}(M,\mathbb {R} )} verschwindet oder die Pontrjagin-Klasse {\displaystyle p_{1}(E)\in H^{4}(M,\mathbb {Z} )} ihres kanonischen {\displaystyle \operatorname {SO} (3)}-Hauptfaserbündels eine Torsionsklasse ist, ist ihr doppeltes Â-Geschlecht {\displaystyle 2{\widehat {A}}(M)} eine ganze Zahl.[3]

Folgende Eigenschaften gelten allgemeiner für die Hebung auf die Lie-Gruppe {\displaystyle \operatorname {Spin} ^{k}(n):=\left(\operatorname {Spin} (n)\times \operatorname {Spin} (k)\right)/\mathbb {Z} _{2}}, wobei speziell für {\displaystyle k=3} gilt:
- Ist {\displaystyle M\times N} eine Spinʰ-Mannigfaltigkeit, dann sind {\displaystyle M} und {\displaystyle N} jeweils Spinʰ-Mannigfaltigkeiten.[4]
- Ist {\displaystyle M} eine Spin-Mannigfaltigkeit, dann ist {\displaystyle M\times N} genau dann eine Spinʰ-Mannigfaltigkeit, wenn {\displaystyle N} eine Spinʰ-Mannigfaltigkeit ist.[4]
- Für Spinʰ-Mannigfaltigkeiten {\displaystyle M} und {\displaystyle N} gleicher Dimension ist ihre verbundene Summe {\displaystyle M\#N} ebenfalls eine Spinʰ-Mannigfaltigkeit.[5]
- Es sind äquivalent:[6]
  - {\displaystyle M} ist eine Spinʰ-Mannigfaltigkeit.
  - Es gibt ein Vektorbündel {\displaystyle E\twoheadrightarrow M} dritten Ranges, sodass {\displaystyle TM\oplus E} eine Spin-Struktur hat, also {\displaystyle w_{2}(TM)=w_{2}(E)}.
  - {\displaystyle M} lässt sich in eine Spin-Mannigfaltigkeit mit drei Dimensionen mehr immersieren.
  - {\displaystyle M} lässt sich in eine Spin-Mannigfaltigkeit mit drei Dimensionen mehr einbetten.